# Joseph Bishara
Joseph Bishara (Líbano, 26 de julio de 1970) es un actor y compositor palestino-estadounidense conocido por componer las bandas sonoras de películas como Insidious, 11-11-11, Dark Skies y The Conjuring.

## Biografía
Nació en Líbano y a los cuatro años se trasladó a Kfar Yossef, en Palestina. Bishara se trasladó a Estados Unidos en el año 2000.

## Carrera
Su primer trabajo fue en 1998 con la película dramática Joseph's Gift aunque en su filmografía destacan producciones de terror como Unearthed y The Gravedancers en 2006 y, tres años después, Night of the Demons. Aparte de la composición, ha colaborado con John Carpenter en la producción de sonido del film Ghosts of Mars y en Repo! The Genetic Opera de Darren Lynn Bousman.
Sin embargo no fue hasta 2011 cuando ganó reconocimiento al componer la música de Insidious de James Wan, donde hizo un cameo como el demonio de la película. También trabajó en la secuela aunque en esa ocasión no retomó su personaje antagonista. En ambas películas Bishara afirmó sentirse libre a la hora de elaborar el material.
En 2013 compuso el tema principal para 11-11-11 y Dark Skies. El mismo año volvería a reunirse con Wan y compuso la orquestación para The Conjuring, donde interpretó el papel de Bathsheba.